# Ahmed Ben Moslah
Ahmed Ben Moslah (arabe : أحمد بن مصلح), né le 6 janvier 1995, est un athlète handisport tunisien, actif principalement en lancer du poids F37.
Lors des championnats du monde d'athlétisme handisport 2019, il remporte une médaille d'argent à l'issue de l'épreuve de lancer du poids F37. Aux Jeux paralympiques d'été de 2020 à Tokyo, il remporte également une médaille d'argent dans la même catégorie,, performance renouvelée aux Jeux paralympiques d'été de 2024 à Paris.